# Psilota viridis
Psilota viridis är en tvåvingeart som beskrevs av Macquart 1847. Psilota viridis ingår i släktet sotblomflugor, och familjen blomflugor. Inga underarter finns listade i Catalogue of Life.